# Chute Yutajé
Pour les articles homonymes, voir Yutajé.
La chute Yutajé est l'une des chutes d'eau les plus importantes du Venezuela. Située dans la municipalité de Manapiare dans l'État d'Amazonas, elle mesure 715 mètres de hauteur, ce qui en fait la deuxième du pays par sa hauteur après le salto Ángel. 

## Étymologie
Son nom tire son origine du río Yutajé et du cerro Yutajé, qui signifie en dialecte indigène local « écume du fleuve ».

## Description
La cascade est constituée de deux chutes.

## Protection
Depuis le 2 novembre 1990, elle fait partie du monument naturel Serranía Yutajé Coro-Coro.